# الحرب الحمادية الزيرية
الحرب الحمادية الزيرية أو الحرب الأهلية الزيرية، هي الأولى في سلسلة من الصراعات بين قوات الحماديين والزيريين. استمرت منذ خَلعَ حماد ولاءه للفاطميين وبيعته للعباسيين في عام 1014 حتى الاعتراف باستقلال الحماديين من خلال المعاهدة بين السلالتين في أوائل عام 1018. كانت الحرب مدفوعة في المقام الأول بمحاولات الأمير الزيري باديس الصنهاجي لتأكيد سلطته على ممتلكات حماد بن بلكين، في حين سعى حماد إلى إبعاد حكم وسلطة الزيريين عن المغرب الأوسط.
كان حماد، وهو ملازم قديم لأمراء الزيريين، قد نجح في التغلب على قبائل زناتة ومنعهم من إقامة موطئ قدم في المغرب الأوسط. وفي حملاته المنتصرة في الغرب، مُنح حماد السيادة على مدينة آشير وكذلك المغرب الأوسط وسُمح له ببناء قلعة بني حماد لتكون بمثابة قاعدة لعملياته. ومع ذلك، فقد أدى هذا إلى رفع مكانته بشكل كبير، مما أشعل مشاعر الحسد والغيرة بين أعدائه، الذين بدأوا في تشويه سمعته وتحريض باديس ضده.

## الخلفية
حدث الانقسام النهائي بين حماد وابن أخيه باديس حوالي سنة 1014 الموافق 405 للهجرة. بعد الإنتصار على زناتة، سمع باديس شائعات عن عمه، فأراد اختباره، وطالب حماد بالتخلي عن السيطرة على مقاطعات قسنطينة وتيجيس وقصر الإفريقي و تسليمها لهاشم بن جعفر. رفض حماد، وبعد فترة وجيزة، خلع اسم الخليفة الفاطمي من الخطبة، وبايع الخليفة العباسي السني في بغداد، ثم شرع في مذبحة للشيعة في مناطقه. بتغيير عقيدة الدولة بشكل مفاجئ وعنيف، أعلن حماد استقلاله التام عن بلاط الزيريين. لم يستطع باديس ترك مثل هذا التحدي يمر دون عقاب وقاد شخصيًا حملة لتأديب عمه.
استشار باديس عمه الآخر، شقيق حماد، إبراهيم بن بلجين، حول من يجب أن يسلم الرسالة لحماد. تطوع إبراهيم بلهفة، قائلاً: "لا يَجِدُ مولانا عبداً مِن عَبيده أنْهضَ بِخدمَته منِّي". وأقسم أن رحلته لن تأخذ أكثر من عشرين يومًا. ولكن أحد المقربين من باديس نصحه باحتجاز إبراهيم ومنعه من السفر حتى يتم التأكد من طاعة حماد وتطبيقه أوامره. لكن في النهاية قال باديس لإبراهيم: "اِمْضِ إلى أخيك حمّاد، فإن صدقتَ فيما قلتَ وَوَفَّيْتَ بما وعدتَ، وإلاّ فافعلا ما أردتما". غادر إبراهيم مع هاشم بن جعفر في 11 نيسان/أبريل 1015، و معه 400،000 دينار من الذهب وجميع كنوزه ورجاله وعبيده. لم يعترضه باديس، رغم أن خروجه بكل ما يملك من مال ورجال كان دليلاً على نيته عدم العودة. وأحس هاشم بن جعفر أن إبراهيم قد يخونه عندما يقتربون من أخيه باديس، فاعتذر لإبراهيم وأخبره أن لديه حاجات بقضيها في باجة، ووعده أن يلحق به.
ما إن وصل إبراهيم إلى تامديت، على مسير يومين من الأربس، حتى كتب إلى حماد لإبلاغه بخططه. وصل حماد مع حاشية من ثلاثين ألف فارس، فوحدوا قواتهم ونبذوا ولاءهم لباديس، كما بايع حماد الخلافة العباسية وخلع طاعة الفاطميين واضطهد الشيعة. أجلى باديس عائلته وعبيده وممتلاكته إلى المهدية واعتقل بعض الأفراد في الدولة، وأرسل يطلب من هاشم بن جعفر أن يتحصن في الكاف، إلا أن حمادٔا انتصر عليه وغنم منه، فلجأ هاشم إلى باجة، ولم يكن الكل مؤبدا لحماد، فانشق جمع عن جيشه وبعض المقربين أبرزهم عزم بن حسون وماكسن بن بلكين، ودخلوا في طاعة باديس أواخر حزيران/جوان 1015 بمكان يدعى قبر الشهيد. اتجه حماد إلى باجة، فطلب أهلها الأمان منه، فأمنهم، ولكنه غدر بهم عندما سمحوا له بالدخول، فمضى يقتل وينهب ويفسد في الأرض. كان هذا بمثابة درس لجميع المدن، وخلق عقبة كبيرة لحماد بسبب خيانته للعهد. في المقابل، ظل باديس مخلصًا لأولئك الذين وثقوا به وتحالفوا معه. نتيجة لأفعاله، تخلى العديد من أنصار حماد عن ولائهم له، بما في ذلك قبائل زناتة وصنهاجة. وصل باديس إلى تامديت في تموز/جويلية، وهناك وصله خبر وفاة ابنه منصور بالحمى، فصبر وحَسُنَ عزاؤه وواسى من حزنوا و بكوا، ثم مضى إلى دكمة حيث وصلته بيعة صاحب آشير. لهذا، عندما وصل حماد إلى آشير، مدينته التي كان يقيم فيها واليه خلف الحميري، الذي كان أشد أنصاره ويحبه أكثر من أبنائه، لكن بعد كل تلك الأحداث منعه خلف من الدخول. ترك هذا حمادٔا في موقف صعب حيث كان يأمل التحصن في آشير، فلجأ إلى تاهرت، وزاد موقفه صعوبة انفصال بني أبي واليل حكام المقرة، وبني يطوفت، وبني غمرت الذين جازاهم باديس بهدايا، وكل هؤلاء من زناتة، وبني حسن من صنهاجة. وصل باديس إلى المسيلة حيث أرسل قوات قامت بتخريب قلعة بني حماد.

## الحرب
مهدت كل هذه الظروف الطريق للمعركة بين باديس وحماد ونتيجتها. عندما عبر باديس نهر الشلف بعد الاستيلاء على مدينة آشير في بداية جمادى الأولى 406 هـ (1015 م) وواجه حماد، كان رجال باديس عازمين على الصمود أو الموت، وهم يعلمون قسوة حماد تجاه الأسرى. هُزم حماد تمامًا، ونُهب جيشه. لو لم تكن قوات باديس مشغولة بالنهب، لما نجا حماد نفسه. كانت الغنائم والثروات التي تم الاستيلاء عليها لا تُعد ولا تُحصى. تحصن حماد في قلعة تيميكي قبل أن ينضم إلى أخيه إبراهيم بعد خمسة أيام في قلعة بني حماد. عند الوصول إلى حصنهم، أبلغ إبراهيم أخاه بنقص الإمدادات في حالة حصار طويل من قبل باديس، فنهبوا مدينة دكمة قرب المسيلة. كانت المدينة قد بايعت باديس، الأمر الذي أثار غضب حماد. وفي النهاية قتل ثلاثمائة رجل، ونُهبت كل إمداداتهم، وبعد تلك الحادثة عاد إلى حصنه.
وفي الوقت نفسه، واصل باديس تقدمه شرقًا ووصل إلى المسيلة في 13 تشرين الثاني/نوفمبر 1015 م. واستقبل مبعوثًا من عمه إبراهيم، قدم اعتذارات وذكّر باديس بخدمات حماد السابقة. من المحتمل أن باديس وضع شروطًا اُعتُبِرَت غير عادلة، مثل الاستسلام غير المشروط. ترك باديس جيشه يحاصر القلعة ووزع الأموال والهدايا بين جنوده، فكان يعطي كل واحد بين 500 و 2000 دينار، لتحريض جنود حماد على الانضمام إليه، خاصة و قد عُرِفَ عن حماد البخل. تسببت هذه الاستراتيجية في فرار جزء من جيش حماد وأدت إلى نقص الإمدادات وارتفاع الأسعار داخل القلعة المحاصرة. وأخيرا، بدد الخلاف الذي انتاب بني خزرون بعد وفاة ورو بن سعيد آمال حمّاد في أن ينشغل باديس بالشرق. بدا أن حماد كان على وشك الهزيمة وهو تحت الحصار في قلعته، وبدا أن أحلامه على وشك الانهيار. لسوء حظ الزيريين، توفي باديس بشكل غير متوقع في عام 407 هـ / 1016، و عمره أقل من 33، وخلفه ابنه المعز البالغ من العمر ثماني سنوات. انسحب جيش الزيريين إلى القيروان، مما سمح لحماد باستعادة أراضيه المفقودة.
مع تسلم المعز زمام الأمور، أرسل عمه كرامة إلى آشير، وهناك اشتبك مع حماد وهُزم، و انسحب كرامة إلى القيروان. وبعد تلك الأحداث عين المعز أيوب بن يطوفت على المغرب، وفي يوم 18 تموز/جويلية 1017 انطلقت حملة المعز على عم والده، فاتجه إلى رقادة، حيث نظم عساكره ووزع الرواتب، وترك نائبه محمد بن الحسن واليا. خلال ذلك استولى حماد على المسيلة وآشير وبدأ حصارا على باغاية. لكن مع قرب قدوم المعز، فك حماد الحصار، و طلب ابراهيم بن بلكين التفاوض مع أيوب بن يطوفت قائلا له "إننا أخوة، و هذا بمشيئة الله". أرسل أيوب أخاه حمامة وحبوس بن القاسم بن حمامة ومعهم يسورين وهو غلام أيوب، وكان يحبه أكثر من أخوته (أخوة أيوب)، إلا أن حماد اعتقلهم، فألبس حمامة وحبوس ملابس رثة و ربطهم بالسلاسل، ثم استدعى يسورين فقال له "هذان الشخصان هما ابنا عمي. أما أنت فما الذي أتى بك إلى هنا؟ إنك تريد أن تتبجح بقولك: قال لي حماد... و قلت لحماد..." وبعد تلك الاتهامات، أمر بقتل ذلك المسكين، وهذا جزء من ظلم حماد وطغيانه. ولما سمع المعز بذلك، سير لحماد جيشا، وكان اللقاء يوم 26 آب/أوت 1017، وهُزم حماد وهرب بجرح خطير، وأُسر أخوه إبراهيم، وقُتِلَ جيشه وأُخذت غنائمه.

## المعاهدة الباديسية الحمادية
من مخبئه في القلعة طلب حماد الصلح، فرد عليه المعز: إن كنت على ما قلته، فأرسل ولدك القائد إلينا، فرد عليه حماد بأن "إذا وصله كتاب أخيه إبراهيم بالعلامات التي بينهم، أنه قد أخذ له عهد المعز"، و حضر القائد، وحصل الاتفاق بين إبراهيم والمعز، و عاد المعز إلى المنصورية حيث أطلق سراح إبراهيم وأغدق عليه العطايا، فأرسل حماد إبنه القائد ثانية، فخصص له المعز راتب ثلاثة آلاف درهم يوميا، وخمسا وعشرين حزمة من الشعير لدوابه هو وحاشيته، وأهدى أصحاب القائد مئة هدية، وأعطاه 30 فرسا بسروج الذهب، وملابس لا تحصى. وأعلن المعز القائد بن حماد واليا على المسيلة وطبنة ومرسى الدجاج في بلاد زواوة ومقرة ودكمة وبلزمة وسوق حمزة (بويرة)، و أعلن حماد أميراً مستقلاً على المسيلة وطبنة والزاب وأشير وتاهرت وكل المناطق التي يتمكن من غزوها، عزز حماد و المعز بينهما الصلح بالمصاهرة، في يوم 17 تشرين الأول/أكتوبر 1024، زوج المعز أخته العزيزة عليه، أم العلو، لابن عمه عبد الله بن حماد، و كان عمرها آنذاك 17، و اُحتُفِلَ بزفافهما في موكب ضخم يومي 8 أو 9 أكتوبر 1024، وبهذا انقسمت الدولة الزيرية إلى دولة باديسية ودولة حمادية.